# 張活海
張活海（1910年—1989年），是1960年代香港商人，為客家人。曾在香港中環德己立街開設洋服店。曾經擔任香港張氏宗親會以及鐘聲冬泳團團長。

## 簡歷
籍贯广东梅县，是上世纪三十年代香港洋服大王。曾为多位荷里活明星设计洋服，包括马龙·白兰度、威廉·荷顿等好莱坞巨星。
张活海是香港著名洋服店的裁缝兼老板。在其顾客裏，也是明星云集。他常为荷里活影星定做衣服，包括著名影星马龙·白兰度等。张国荣生前接受记者采访时，一谈到其父，常说的就是：“父亲很有生意头脑。” 
张活海与荷李活明星结缘，还得感谢号称好莱坞“无冕之王”之演员加利·格兰特。一次，加利·格兰特光顾张活海的裁缝店，他要定制两件名贵上衣，其一是顶级羊绒上衣，连料带工共2400港币，且要在48小时内做好后，送至加利·格兰特所下榻的酒店。
两天后，张活海亲自将两件缝制完成的上衣送到酒店，等到加利·格兰特试穿完毕后，张活海就问他是否满意。在加利·格兰特表示满意后，张活海又进一步问：“是否对料子和手工都满意？”“张先生，我真的感到满意。”加利·格兰特回答。
这时，张活海便从衣袋裏掏出400港币还给加利·格兰特，并说由於顶级羊绒料子缺货，又因时间太仓促，来不及徵得同意，自行决定用次级羊绒料子做这两件衣服。同时张活海还说，如果加利·格兰特对衣服不满意，他就把收取的2400港币如数奉还。加利·格兰特接过400港币后，夸赞张活海是个诚实的商人，并允诺回到美国后，会向好莱坞朋友推荐张活海的裁缝店。
1955年12月，美國導演亞弗列·希治閣訪港，曾光顧張活海的洋服店。

## 家庭
張活海正室為潘玉瑤，另外還納有兩妾。
潘玉瑤先後誕下十名兒女，但其中三名子女在出世後便告夭折，剩下七名子女，長女是張綠萍，幼子是香港歌手及藝人張國榮。張活海一家與太平紳士張人龍一家是世交。